# Anomala mongolica
Anomala mongolica är en skalbaggsart som beskrevs av Franz Faldermann 1835. Anomala mongolica ingår i släktet Anomala och familjen Rutelidae. Inga underarter finns listade i Catalogue of Life.

## Bildgalleri

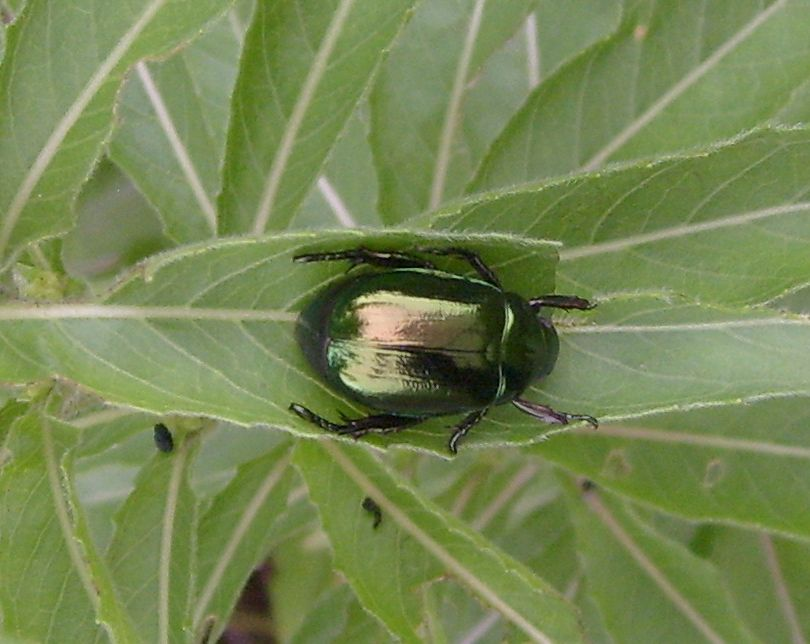